# Cómo canta una ciudad de noviembre a noviembre
Cómo canta una ciudad de noviembre a noviembre és una obra catalogada com a conferència escenificada que Federico García Lorca va oferir per primer cop a Madrid el 1933. El 15 de maig de 1998 fou estrenada al Teatre Lliure de Barcelona com a monòleg de Juan Echanove sota la direcció de Lluís Pasqual en el que interpreta el paper de Lorca, canta i toca el piano, i descriu la vida quotidiana de Granada, de mes a mes, durant un any. Se'n van fer més de 220 representacions arreu de l'Estat espanyol.
Per la seva interpretació Juan Echanove fou guardonat amb el Premi Ercilla 1998 i el Fotogramas de Plata 1999 al Millor actor de teatre.